# Donatella Versace
Donatella Francesca Versace (olaszul: donaˈtɛlla franˈtʃeska verˈsaːtʃe, Calabria, 1955. május 2. –) olasz divattervező, üzletasszony és modell. Gianni Versace húga, valamint a Versace luxus divatcég alapítója, amelynek egy részét bátyja halálakor, 1997-ben örökölt. 2018-ban eladta a céget a Capri Holdingsnak, a Michael Kors cég tulajdonosának, de továbbra is a kreatív vezetője maradt.

## Élete
Az olaszországi Calabriában született. Apja, Antonio eladó volt, míg anyja, Francesca ruhakészítő. Nővére, Tina 12 éves korában elhunyt tetanusz következtében. Gianni Versace meggyőzte Donatellát, hogy már 11 éves korában fesse szőkére a haját. Gianni ugyanis rajongott Patty Pravo énekesnőért.

## A populáris kultúrában
Versace a Zoolander, a trendkívüli című filmben cameoszerepben tűnt fel. Az ördög Pradát visel című filmben időnként megemlítik a nevét.
A 42. Grammy-díjátadón (2000) Jennifer Lopez a Zöld dzsungel dresszében jelent meg, amely nemzetközi figyelmet keltett, és a médiában nagy visszhangot váltott ki. A ruhát maga Donatella tervezte, és Lopez jelenleg is magánál tartja az eredeti ruhát a házában. A Lopez által viselt ruha azóta is a Google Images megalkotásának alapja, és úgy hírlik, hogy a Grammy-estet követő 24 órában több mint 600 000 alkalommal töltötték le a képet. 2019-ben Lopez 2001 óta először viselte ezt a ruhát a Versace milánói divatbemutatóján.
Versace-t Maya Rudolph többször is parodizálta a Saturday Night Live-ban.
Az ABC-s Ki ez a lány? című sorozatában a Gina Gershon színésznő által játszott "Fabia" nevű kitalált karakter Donatella paródiájaként jelenik meg. Gershon a 2013-ban bemutatott A Versace-ház című Lifetime tévéfilm főszereplőjeként is eljátszotta Versace-t.
Lady Gaga neki írta a 2013-as Artpop című albumáról a Donatella című dalt.
Az American Crime Story című tévésorozat 2. évadának cselekménye Donatella testvére, Gianni Versace meggyilkolását meséli el. Ebben Penélope Cruz alakítja Donatella szerepét. Kritizálta a tévésorozat eredetiségét, azt állítva, hogy Madonnával volt, amikor a gyilkosság történt, ez a pillanat pedig nem szerepel a képsorokon.